# Marin Marić
Marin Marić (nacido el 21 de febrero de 1994 en Split, Croacia) es un jugador de baloncesto croata. Mide 2.11 metros de altura y juega en la posición de pívot y su actual equipo es el Morabanc Andorra de la Liga ACB
. 

## Trayectoria deportiva
Marić es un jugador formado en el KK Split, con el que debutó el 12 de mayo de 2012 con apenas 18 años en un partido de la A1 Liga contra Slavonski Brod, jugando durante 15 segundos, antes de marcharse a Estados Unidos para completar su formación. En 2012, ingresa en La Lumiere School en La Porte, Indiana y un año después, se inscribió en la Universidad del Norte de Illinois para jugar cuatro temporadas la NCAA con los Northern Illinois Huskies. En la temporada 2013-14, Marić sufrió lesión en su primer año que lo llevó toda la temporada sin jugar.
Tras regresar en la temporada 2014-15, disputó tres temporadas completas para los Northern Illinois Huskies. En 2017, se declaró originalmente para el draft de la NBA, pero retiró su nombre antes de la fecha límite de retiro del draft e ingresó en la Universidad DePaul en Chicago como transferencia de posgrado, para jugar la temporada 2017-18 la NCAA con los DePaul Blue Demons, con los que promedió 13,6 puntos y 6,6 rebotes por partido. 
En el tramo final de la temporada 2017-18, regresa a Europa y firma por el Büyükçekmece Basketbol con el que juega dos partidos en la Superliga de baloncesto de Turquía. 
En la temporada 2018-19, firma por el Oostende de la Pro Basketball League, con el que se proclamaría campeón en junio de 2019, a pesar de perderse el final de la temporada por una lesión en el codo.
En la temporada 2019-20, continuó en Bélgica pero esta vez en las filas del Okapi Aalst, con el que lideró la Pro Basketball League en rebotes con una media de 8,8 rebotes por partido.
El 19 de junio de 2020, Marić firmó con el BC Lietkabelis de la Liga de Baloncesto de Lituania, con el que promedió 9,6 puntos y 5,6 rebotes en la Eurocup.
El 3 de diciembre de 2020, firmó con KK Split para disputar la Liga Adriática y la Liga de Croacia.
El 19 de septiembre de 2021, Marić firmó con Ironi Nes Ziona B.C. de la Superliga de Baloncesto de Israel, equipo en el que jugó hasta noviembre del mismo año.
El 16 de diciembre de 2021, Marić firmó con Larisa de la A1 Ethniki, con el que disputó 25 partidos en los que promedió 11,6 puntos, 6,8 rebotes y 1,5 asistencias, con una media de 20 minutos por partido.
El 7 de agosto de 2022, firma por el Morabanc Andorra de la Liga LEB Oro.

## Selección nacional
Es un habitual en las categorías inferiores de la Selección de baloncesto de Croacia. En 2012 debutó con la selección croata sub-18 en el Campeonato FIBA Europa Sub-18, donde ganó una medalla de oro.
En 2013, disputó el Campeonato Mundial FIBA Sub-19 y al año siguiente, disputó el Campeonato FIBA Europa Sub-20.
En 2020, debuta con la Selección de baloncesto de Croacia absoluta.